# Ligne
Die Ligne ist ein Fluss in Frankreich, der im Département Ardèche in der Region Auvergne-Rhône-Alpes verläuft. Sie entspringt im Regionalen Naturpark Monts d’Ardèche, im Gemeindegebiet von Prunet, entwässert generell in südöstlicher Richtung und mündet nach rund 23 Kilometern im Gemeindegebiet von Chauzon als rechter Nebenfluss in die Ardèche. Im Sommer trocknet die Ligne regelmäßig aus. Im Unterlauf fließt die Ligne als Karstfluss durch eine tief eingeschnittene, landschaftlich reizvolle Schlucht.

## Orte am Fluss
- Prunet
- Rocher
- Chassiers
- Tauriers
- Largentière
- Montréal